# Codex Manesse

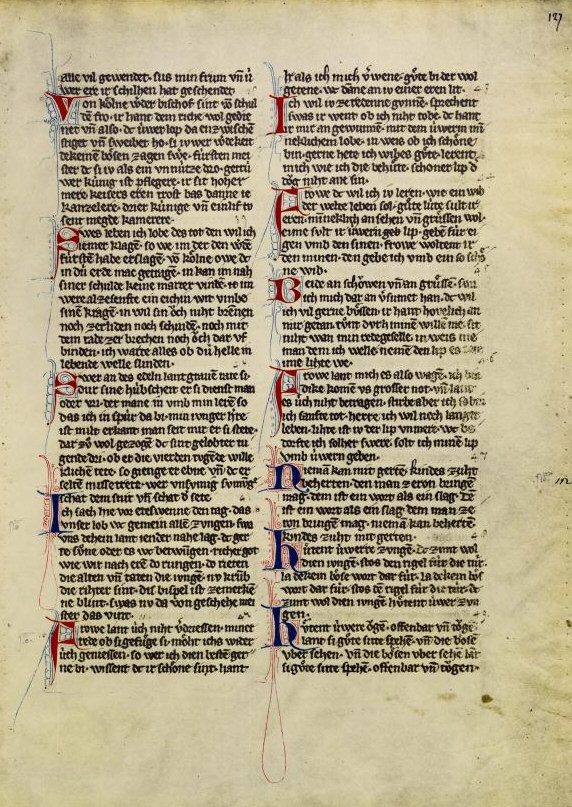
Canção de Walther von der Vogelweide, poeta lírico alemão. Codex Manesse, folio 127r.

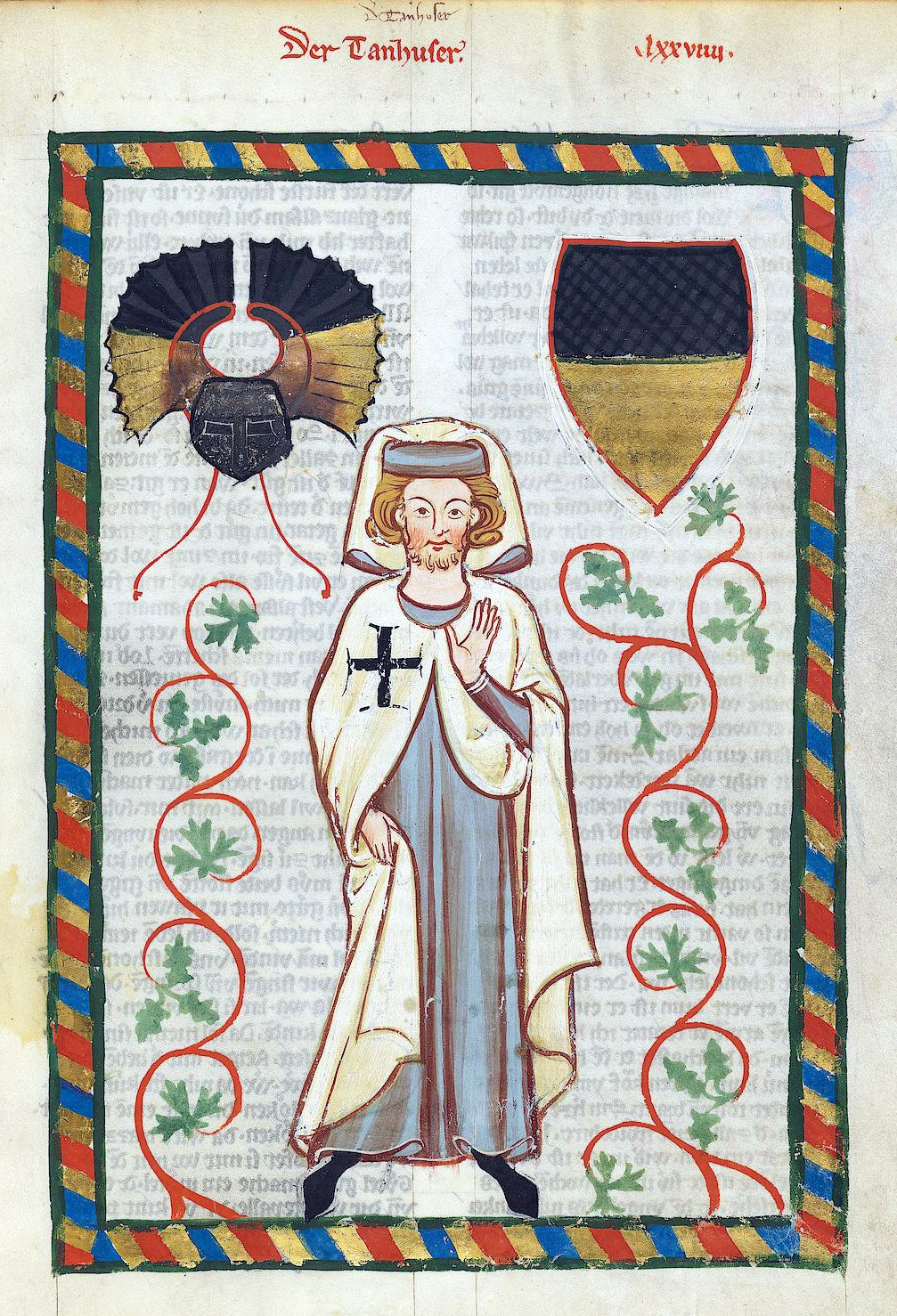
Tannhauser: poeta lírico alemão

O Codex Manesse, nomeado assim pelo estudioso suíço Johann Jakob Bodmer, também denominado Grosse Heidelberger Liederhandschrift e Pariser Handschrift é o mais abrangente e importante manuscrito alemão da Idade Média. Foi produzido (copiado e pintado) entre 1305 e 1340 em Zurique possivelmente por Johannes Hadlaub por encargo da família Manesse. Encontra-se desde 1888 novamente na biblioteca da universidade de Heidelberg (Heidelberg, Biblioteca da Universidade, Cod. Pal. germ. 848). É citado por germanistas através da letra C.

## Conteúdo
Dedicado a Venceslau II, rei da Boémia, reúne canções de amor medievais, da denominada Minne em alto alemão médio. Entre os autores destes poemas encontram-se trovadores famosos como por exemplo Walther von der Vogelweide e Hartmann von Aue. As canções não levam notação.
As entradas no Codex Manesse seguem o nível social dos poetas. Começa com uma imagem do imperador Henrique VI da Germânia e do rei Conradino da Germânia, seguido por duques, condes e cavaleiros

## Iluminuras
O manuscrito está decorado com 138 miniaturas, que representam os autores e cenas da vida na côrte. A nobreza é mostrada em armadura com os seus brasões de armas heráldicos. Os autores, representados por ordem de nobreza, foram retratados em gravuras meramente ilustrativas, uma vez que o manuscrito foi recompilado mais de 100 anos depois de sua morte. Nas gravuras estão trajes e instrumentos da época, assim como cenas de batalhas e apresentações musicais.

## Formato
O Codex Manesse possui 426 folhas de pergaminho e um formato de 35,5 x 25 centímetros. Foi escrito em letra gótica. Não foi copiado sucessivamente, mas foi recompilado, deixando espaços para adições.

## Literatura
- Ricardo da Costa e Alyne dos Santos Gonçalves. "Codex Manesse: quatro iluminuras do Grande Livro de Canções manuscritas de Heidelberg (século XIII) - análise iconográfica. Primeira parte (Codex Manesse: four illuminations by The Great Book of Heidelberg [XIII century] - iconographic analysis. First part). In: LEÃO, Ângela, e BITTENCOURT, Vanda O. (orgs.). Anais do IV Encontro Internacional de Estudos Medievais - IV EIEM. Belo Horizonte: PUC Minas, 2003, p. 266-277. ().

- Ricardo da Costa. "Codex Manesse: três iluminuras do Grande Livro de Canções manuscritas de Heidelberg - (século XIII) - análise iconográfica. Segunda parte (Codex Manesse: three illuminations by The Great Book of Heidelberg [XIII century] - iconographic analysis. Second part). In: Brathair 2 (2), 2002: p. 09-16 (ISSN 1519-9053) ()

- Ricardo da Costa. "Codex Manesse: três iluminuras do Grande Livro de Canções manuscritas de Heidelberg (século XIII) - análise iconográfica. Terceira parte (Codex Manesse: three illuminations by The Great Book of Heidelberg [XIII century] - iconographic analysis. Third part). In: Brathair 3 (1), 2003, p. 31-36 (ISSN 1519-9053) ()

- Friedrich Heinrich von der Hagen (editor): Minnesinger. Deutsche Liederdichter des zwölften, dreizehnten und vierzehnten Jahrhunderts. Theil 1. Manessische Sammlung aus der Pariser Urschrift. Barth, Leipzig 1838 (Digitalisat)

- Gisela Kornrumpf: Die Heidelberger Liederhandschrift C, en: K. Ruh (editor): Die deutsche Literatur des Mittelalters. 2ª edición, Vol. 3 (1981), columnas 584-597

- Elmar Mittler et al. (editores): Codex Manesse. Katalog zur Ausstellung 1988 in der Universitätsbibliothek Heidelberg (catálogo de exposición). Edition Braus, Heidelberg 1988, ISBN 3-925835-20-2

- Ingo F. Walther: Codex Manesse. Die Miniaturen der Großen Heidelberger Liederhandschrift. Editorial Insel, Frankfurt am Main 1988, ISBN 3-458-14385-8

- Max Schiendorfer: Ein regionalpolitisches Zeugnis bei Johannes Hadlaub (SMS 2). En: Zeitschrift für deutsche Philologie 112 (1993), pp. 37-65